# Nephrotoma quincunx
Nephrotoma quincunx is een tweevleugelige uit de familie langpootmuggen (Tipulidae). De soort komt voor in het Afrotropisch gebied.